# Siphonophyceae
Siphonophyceae (Сифонофіцієві) — клас зелених водоростей.  Об'єднує сифональні, переважно морські макроскопічні водорості. Клас представляє лінію еволюції зелених водоростей, у яких коренева система джгутиків хрестоподібна, базальні тіла зміщені проти годинникової стрілки (орієнтація 11-5) а фікопласт відсутній. Зооспори часто стефаноконтні, джгутики розміщуються по спіралі :гамети дводжгутикові. Мітоз закритий. Цитокінез у вегетативних стадії відсутній, оскільки представники мають неклітинну будову. У сифонофіцієвих виявлено специфічні ксантофізи - сифоней та спфоноксантин. Продуктом асиміляції замість крохмалю може бути полімер фруктози- полісахарид інулін.

## Опис

### Пластиди
У деяких сифонофіцієвих талом має два типи пластид - забарвлені хлоропласти  і безбарвні амілопласти. Амілопласти не приймають безпосередньої участі у фотосинтезі ,а виконують функції накопичених запасних полісахаридів.

## Розмноження
Розмноження здійснюється допомогою дво-, чотириджгутикових та стефансконтних зооспор та статевим шляхом. При утворенні репродуктивних клітин на  спорангій або гаметангій може перетворитися або весь талом, або лише його частина. Перший шлях розвитку називають холокарпічним, другий еукарпічним. При еукарпічному шляху розвитку сифони, де починається утворення монадних клітин, відмежовуються від основної частини талому пробками. У дазикладальних гамети утворюються з особливих гаметичних цист .